# Brebis Bleaney
Brebis Bleaney CBE FRS (6 de junho de 1915 — 4 de novembro de 2006) foi um físico britânico.
Sua principal área de investigação foi a utilização de técnicas de microondas para estudar as propriedades magnéticas dos sólidos. Foi chefe do Laboratório Clarendon 1957-1977. Em 1992, recebeu o Bleaney Zavoisky International Award, pelo seu contributo para a teoria e a prática de ressonância paramagnética eletrônica de íons de transição em cristais.